# Вайкинг-парк
Вайкинг-парк (англ. Viking Park) — стадион, расположенный в Канберре, АСТ, Австралия. В основном используется для проведения регбийных матчей. Является домашним стадионом клуба «Таггеранонг Вайкингс», а также здесь проходят все финальные матчи АСТ регби. В 2004 и 2005 годах на стадионе проводила свои домашние игры команда «Канберра Вайкингс», в то время выступавшая в Tooheys New Cup. Иногда стадион используется для тренировок клуба «Брамбиз», выступающей в сильнейшем чемпионате Южного полушария — Супер Регби, а также «Брамбиз» проводят здесь свои домашние матчи в рамках Австралийского провинциального чемпионата. В 2006 году национальная сборная Австралии по регби проводила здесь свои тренировки перед Кубком трёх наций 2006 года, а в 2008 году на стадионе прошло два официальных матча между национальной женской сборной Австралии по регби и сборной Новой Зеландии.
Вместимость стадиона составляет 10 000 человек, из которых 2000 сидячих. Рекорд посещаемости стадиона составляет 4500 человек — столько людей пришло посмотреть матч между «Брамбиз» и «Уаратаз».